# Kabinett Kubel (Braunschweig)
Das Kabinett Kubel bildete die Landesregierung des Freistaates Braunschweig 1946.
| Kabinett Kubel – 7. Mai bis 21. November 1946 \| Amt \| Name \| Partei \| \| ----------------------------- \| ---------------- \| ------ \| \| Ministerpräsident \| Alfred Kubel \| SPD \| \| Inneres \| Otto Arnholz \| SPD \| \| Finanzen und Wirtschaft \| Georg Strickrodt \| CDU \| \| Landwirtschaft \| Kurt Rißling \| CDU \| \| Wissenschaft und Volksbildung \| Martha Fuchs \| SPD \| \| Arbeit \| Rudolf Wiesener \| KPD \| |                  |        |
| Amt | Name             | Partei |
| Ministerpräsident | Alfred Kubel     | SPD    |
| Inneres | Otto Arnholz     | SPD    |
| Finanzen und Wirtschaft | Georg Strickrodt | CDU    |
| Landwirtschaft | Kurt Rißling     | CDU    |
| Wissenschaft und Volksbildung | Martha Fuchs     | SPD    |
| Arbeit | Rudolf Wiesener  | KPD    |